# FC Trinity Zlín
El FC Trinity Zlín és un club de futbol txec de la ciutat de Zlín, Moràvia.

## Història
El club va ser fundat el 1919 i jugà a la màxima categoria nacional entre 1938 i 1947, abans de ser desqualificat per manipulació de resultats. La temporada 2012-13 canvià el seu nom esdevenint FC Fastav Zlín. L'any 2017 guanyà el seu primer títol major, la Copa Txeca.
Evolució del nom:
- 1919: SK Zlín (Sportovní klub Zlín)
- 1922: SK Baťa Zlín (Sportovní klub Baťa Zlín)
- 1948: SK Botostroj I. Zlín (Sportovní klub Botostroj I. Zlín)
- 1949: ZSJ Sokol Svit Gottwaldov (Závodní sportovní jednota Sokol Svit Gottwaldov)
- 1950: ZSJ Svit Gottwaldov (Závodní sportovní jednota Svit Gottwaldov)
- 1951: ZSJ Svit Podvesná Gottwaldov (Závodní sportovní jednota Svit Podvesná Gottwaldov)
- 1953: DSO Jiskra Podvesná Gottwaldov (Dobrovolná sportovní organizace Jiskra Podvesná Gottwaldov)
- 1954: TJ Jiskra Podvesná Gottwaldov (Tělovýchovná jednota Jiskra Podvesná Gottwaldov)
- 1958: TJ Gottwaldov (Tělovýchovná jednota Gottwaldov): fusió amb TJ Spartak Gottwaldov
- 1989: SK Zlín (Sportovní klub Zlín)
- 1990: FC Svit Zlín (Football Club Svit Zlín, a.s.)
- 1996: FC Zlín (Football Club Zlín, a.s.)
- 1997: FK Svit Zlín (Fotbalový klub Svit Zlín, a.s.)
- 2001: FK Zlín (Fotbalový klub Zlín, a.s.)
- 2002: FC Tescoma Zlín (Football Club Tescoma Zlín, a.s.)
- 2012: FC Fastav Zlín (Football Club Fastav Zlín, a.s.)

## Palmarès
- Copa txecoslovaca de futbol: 
  - 1969-70

- Copa txeca de futbol: 
  - 2016-17

- Supercopa txecoslovaca de futbol: 
  - 2017